# Teofilakt (prawosławny patriarcha Antiochii)
Teofilakt – chalcedoński patriarcha Antiochii w latach 744–751.